# Divya Marathi
Divya Marathi is een Marathi-dagblad, dat uitkomt in de Indiase deelstaat Maharashtra. De krant verschijnt in vier edities: Mumbai, Pune, Nagpur en Aurangabad. Het is in de staat een van de meest gelezen Marathi-kranten.